# ねぇきいて?宇宙を救うのは、きっとお寿司…ではなく、でんぱ組.inc!
『ねぇきいて?宇宙を救うのは、きっとお寿司…ではなく、でんぱ組.inc!』（ねぇきいて うちゅうをすくうのは きっとおすし ではなく でんぱぐみインク）は、でんぱ組.incの1枚目のスタジオ・アルバム。2011年12月14日にMEME TOKYOから発売された。

## リリース
でんぱ組.incのファーストアルバムで、プロデューサーの福嶋麻衣子とトイズファクトリーによって立ち上げられたレーベル「MEME TOKYO」（ミームトーキョー）から初のアルバムリリースである。本アルバムの発売決定は2011年10月13日に報じられ、アートワークは11月1日に発表された。発売当時のでんぱ組.incは古川未鈴、相沢梨紗、夢眠ねむ、成瀬瑛美、跡部みぅによる5人体制で、跡部は2011年内でのグループ卒業が既に決定していたため、5人体制でのアルバムリリースは本作が「最初で最後」となっている。
本アルバムはCDのみの「通常盤」、DVDが付属された「初回限定盤」のほか、予約受注生産として「超豪華初回限定盤」の計3タイプでの発売となる。「超豪華初回限定盤」にはCD・DVDのほか、メンバーによるグラビアや福嶋麻衣子との対談などを収録した64ページに渡る「責任編集本」、チェキ帳、ペンライト、手拭い、缶バッジなどのグッズが同梱されている。歌詞カードは全てメンバーによって手書きされたものを掲載している。
2011年11月19日、11月20日にかけて原宿（当時）のニコニコ本社、新宿・渋谷のタワーレコードにて発売記念のライブイベントが開催された。

## 内容と背景
収録曲の多くはライブ等で披露されたことのある既存曲であるが、このうち音源化されている『Kiss+kissでおわらない』 と『BEAM my BEAM』 の2曲については新たにアルバムバージョンとして録り直しが行われている。既存曲以外には新曲として『Future Diver』と『くちづけキボンヌ』が収録されている。
MEME TOKYOディレクターの水野孝昭は、福嶋麻衣子とトイズファクトリーが契約を結ぶ時点で跡部みぅの卒業は決定事項であったことから、「『卒業してしまう前にベスト盤的なアルバムを出したい』とこちらからお願いした」と述べている。メンバーの古川未鈴も同様に「初アルバムにしてベストアルバム、でんぱ組の集大成的アルバム」、「今までライブでしか披露しなかった曲も音源化し、ベストアルバム感がある」 と表現している。
福嶋麻衣子は「実を言うとアルバムを出すことにあまり自信が無かった」と述懐しており、「それでもトイズファクトリーの意向が強く、特にディレクターの水野孝昭氏が『今までのでんぱ組は凄く良いから、1枚ここで歴史を精算したい』と言ってくれた」ことから、リリースを決断した旨が述べられている。
2014年5月6日に開催された日本武道館公演『ワールドワイド☆でんぱツアー2014 in 日本武道館〜夢で終わらんよっ!〜』では、本アルバム収録曲の一部がメドレー形式で披露された。
2017年12月30日に開催された大阪城ホール公演『JOYSOUND presents ねぇもう一回きいて?宇宙を救うのはやっぱり、でんぱ組.inc!』のタイトルは、本作に因んだものである。
2020年11月16日に開催されたオンラインライブ『THE FAMILY TOUR 2020 ONLINE FINAL!! 〜ねぇ聞いて?宇宙を救うのはきっと……〜』では、このアルバムに収録されている全曲フルで披露された。ちなみに、舞台は秋葉原ディアステージ店内となっていた。

## アートワーク
アートワークのデザインはファンタジスタ歌磨呂や福嶋麻衣子などによって結成されたチーム「最前ゼロゼロ」が担当し、写真は太田好治が担当した。「初回限定盤」のアートワークには「宇宙を背景にメンバーが寿司を手にする様子」が掲載され、「超豪華盤」のボックスには「寿司が詰まった寿司桶の写真」がそのまま掲載されたものとなっている。メンバーの衣装は坂部三樹郎（MIKIO SAKABE）、ヘアスタイルや獣耳は資生堂のメークアップアーティストである計良宏文が担当した。
メンバーの夢眠ねむは、アートワークに多くのアーティストが協力をしている件について「今まではD.I.Y感覚でやってきたが、今作は自分たちの『手作り感』に感動してくれたプロに支えられている。全力で『未完成の文化祭』をやっているのが、アキバの女子から見ると夢のような世界である。自分たちが目指してきたことが絶妙のバランスで成り立っている、幻のCDだと思う」と述べている。
ファンタジスタ歌磨呂は、アートワークのデザインについて、後に発売されるシングル『W.W.D』と似たような気持ちを持っていたとし、「『きっかけ』を誇りに思いたくなるようなビジュアルにしたかった。でんぱ組.incのメンバーが秋葉原に出会う『きっかけ』となった素材と組み合わせてイメージを作った」と述べている。坂部三樹郎は、衣装にニットが使われている件について「自分の中ではアイドルには『野暮ったさ』が必要であると考えていたため、ニットにした。でんぱ組.inc自体が『直球のアイドル』だとは思っていなかったので、大袈裟にアイドルっぽいコスプレをする人達になれば良いと思っていた」と述べている。

## 収録内容

### CD（通常盤・初回限定盤・超豪華初回限定盤）
1. 「わっほい? お祭り.inc」
福嶋麻衣子が小池雅也に「『THE でんぱ組.incです!』という感じの曲を作って欲しい」と依頼して完成した楽曲である[22]。ただし、完成当初の音源は「すごいスカスカだった」と評しており、アルバム収録に向けてかなり編曲を行い、本アルバムの中では「最も音作りを頑張った曲」であるとしている[22]。5人体制となって初めての楽曲であり、メンバーの「自己紹介ソング」であるとしている[1]。アレンジには「5人の団結、そして『宇宙に行くぞ』という思い」が込められているという[1]。
ライターの剛田武は、「電脳ゲームと萌えアニメに溢れた聖地アキバの熱気とお祭り感をそのまま真空パックした世界観」と形容している[23]。
2. 「Future Diver」
3rdシングル。本アルバム発売1ヶ月前の2011年11月16日に「MEME TOKYO第一弾シングル」として先に発売された[4][5][6][23]。
3. 「Mirror Magic?」
でんぱ組.incが前身の「でんぱ組」だった2008年[† 5]にコミックマーケットでインディーズ販売された楽曲の再録[23]。2ndシングル『ピコッピクッピカッて恋してよ』の2曲目に収録[23]。
音楽評論家の宗像明将は、「ユニゾンだけではなくメンバーのソロパートも多い構成で、それぞれの個性を楽しむことができる」と評価している[23]。
4. 「電波圏外SAYONARA」
相沢梨紗と跡部みぅが中心に歌唱し、夢眠ねむと古川未鈴はダンス担当となっている楽曲である[10]。ラップ部分や大サビなど作詞の一部は成瀬瑛美が担当している（「マキシマムえいたそ」名義）[10]。最後の大サビは5名全員で歌うパートとなっており、その部分は「でんぱ組に対する思いを書いた。『メンバーずっと一緒だよ』という内容である」としている[10]。
福嶋麻衣子は、自分はハロー!プロジェクトが大好きであるとした上で「ハロプロの良曲には『マイナー』な曲が多い。今までのでんぱ組.incには『マイナー』な曲が1曲もなかったので、『マイナーでカッコいい曲を作って欲しい』と作曲家のミナミトモヤに依頼した」と述べている[22]。
音楽評論家の宗像明将は、「ウェットに歌いあげるパートを大胆に導入し、ボーカルグループとしての大人っぽさを浮き上がらせた名曲」と評価している[23]。
5. 「Kiss+kissでおわらない」
メジャーデビューシングル[† 6]。前述の通りアルバム収録に合わせて録り直しが行われている[1][10][† 7]。アルバムバージョンの『Kiss+kissでおわらない』を聴いた福嶋麻衣子は「（シングル版と比べて）歌がよく聞こえる。メンバーたちが自信を持って歌えてるということではないか」と評したという[10]。
音楽評論家の宗像明将は、「我々が『でんぱ組っぽい』と感じるようなボーカルスタイルは、既にこの時点で確立されていたことを実感させられる」と評価している[24]。
6. 「ピコッピクッピカッて恋してよ」
2ndシングル。
7. 「BEAM my BEAM」
アニメ『おまもりひまり』のエンディングテーマをカバーしたものである[24]。カバー曲として選曲したのは相沢梨紗である[22]。5名体制によるライブの定番曲であった[24]。
ライターの柴那典は、「アニソン王道の曲調をストレートにカバーしているが、現在（6名体制）のでんぱ組.incから振り返ると刺激不足に感じてしまう部分もある」と評価している[24]。
8. 「くちづけキボンヌ」
（シングルカットされた『Future Diver』を除くと）本アルバム唯一の新曲である[11]。発売決定が報じられた2011年10月13日時点ではまだ「タイトル未定」であった[4][5]。福嶋麻衣子は「新しい電波ソングを作るためには、新しいアーティストとの組み合わせを開発し、新しい事をやらなければならない」と思い始め、かせきさいだぁに新曲の発注をしたと述べている[11]。楽曲が仕上がった際は「最初のイントロで一発で名曲だと気付いた」としている[11]。
「メロディアス（旋律的）な曲」としており、従来の楽曲はアニメ声・アキバっぽい声で歌うことが多かったが、本楽曲で初めて自分のナチュラルな声で歌うことになったため、メンバー全員レコーディング中とても恥ずかしかったと述懐している[1]。夢眠ねむは「アキバやアイドルに興味がない人も、楽曲派のアイドルファンの人にも、いろんな人が心掴まれる曲である」と述べている[1]。
ライターの鈴木妄想は、「耳馴染みの良いメロディと語りかけるようなラップのコラボレーションが絶品。アキシブ系作品の中でも最高級の出来」と評価している[23]。
本楽曲のMVは2011年12月14日にYouTubeにて公開された[20]。MVはインスタントカメラ・チェキで撮影された写真約1000枚のみで構成された作品となっており[20]、「世界初の試み」であるとする報道もあった[21]。

### 詳細
| #  | タイトル                         | 作詞                         | 作曲         | 編曲                     | 時間 |
| -- | -------------------------------- | ---------------------------- | ------------ | ------------------------ | ---- |
| 1. | 「わっほい? お祭り.inc」         | 米山玩具                     | 小池雅也     | 小池雅也                 | 5:02 |
| 2. | 「Future Diver」                 | 畑亜貴                       | 小池雅也     | 前山田健一               | 4:35 |
| 3. | 「Mirror Magic?」                | 綾菓                         | 来兎         | 小池雅也                 | 4:27 |
| 4. | 「電波圏外SAYONARA」             | 黒崎真音・マキシマムえいたそ | ミナミトモヤ | TSUTCHIE                 | 4:47 |
| 5. | 「Kiss+kissでおわらない」        | 畑亜貴                       | 小池雅也     | 小池雅也                 | 4:13 |
| 6. | 「ピコッピクッピカッて恋してよ」 | 畑亜貴                       | 小池雅也     | 小池雅也                 | 4:29 |
| 7. | 「BEAM my BEAM」                 | 只野菜摘                     | Low-tech son | 村カワ基成               | 4:22 |
| 8. | 「くちづけキボンヌ」             | かせきさいだぁ               | 木暮晋也     | かせきさいだぁ・木暮晋也 | 4:55 |

### DVD（初回限定盤・超豪華初回限定盤）
| #  | タイトル                                       | 作詞 | 作曲・編曲 |
| -- | ---------------------------------------------- | ---- | ---------- |
| 1. | 「『Future Diver』（Music Clip）」             |      |            |
| 2. | 「『Future Diver』（Music Clipドキュメント）」 |      |            |
| 3. | 「10/21 MEME TOKYOコンベンション映像」         |      |            |